# Décharge souterraine d'Herfa-Neurode
La décharge souterraine d'Herfa-Neurode  est la plus grande décharge souterraine de déchets industriels dangereux au monde  La décharge se situe dans le land de Hesse à Herfa-Neurode et est exploitée par K+S Entsorgung GmbH, une filiale de  K+S AG .

## Données sur la décharge souterraine
La zone utilisée comme décharge s'étend sur 400 km2 à 800 m  de profondeur. Les chambres de stockage ont une hauteur de 2,5 à 2,9 m. La capacité de stockage s'élève à 200 000 tonnes par an. La livraison des colis se fait par camion ou la voie ferrée ,
Environ 70 collaborateurs travaillent en équipe pour faire fonctionner la décharge. Le stockage s'effectue selon 20 types de matériaux. Depuis la mise en service de la décharge, plus de 2 millions de tonnes de déchets industriels ont été stockés. Au-dessus et en-dessous du filon se trouve une couche de sel épaisse de 100 m. Plus haut se situent différents couches d'argile de différentes épaisseurs.

### Histoire
La décharge souterraine fut installée en 1972 dans les mines de potasse de Werra. Ce fut la première décharge de ce type en Allemagne. Aujourd'hui, il s'agit même de la plus grande décharge souterraine de déchets industriels toxiques au monde.

### Géologie
Le sous-sol dans lequel la mine fut développée est constitué principalement de dépôts évaporitiques de diverses natures, dont deux couches principales de sels potassiques qui furent exploités par l'ancienne mine, mais aussi la couche de halite où les déchets sont actuellement stockés. Ces évaporites se déposèrent dans un vaste bassin, à la suite de diverses phases d'évaporation d'une eau sursalée qui menèrent à la précipitation de ces sels lors de pics climatiques arides, à la fin de la période du Permien. Les dépôts évaporitiques sont en outre interstratifiés de couches argileuses plus ou moins épaisses correspondant à des périodes où l'eau du bassin était moins salée. 
Cet ensemble est enfoui sous des couches plus récentes de grès du Trias qui affleurent en surface. 
Des intrusions magmatiques de microgabbro se mettent finalement en place à travers toutes ces roches au cours du Miocène.

## Stockage des déchets toxiques
Selon le droit allemand, Herfa-Neurode est une décharge de classe IV. Cela signifie que les déchets qui y sont stockés nécessitent un suivi tout particulier. Dans la décharge se trouvent en effet 2,7 millions de tonnes de déchets toxiques dont 220 000 tonnes de déchets chargés en mercure,  127 000 tonnes de déchets  cyanurés, 690 000 tonnes de déchets contenant de la dioxine et 83 000 tonnes de déchets contenant de l'arsenic.
Les substances toxiques fluides n'ont pas le droit d'être stockées, à l'instar des produits explosifs ou qui présentent une pyrophoricité.  Les produits radioactifs, les produits dangereux pour la santé, ceux qui produisent des gaz ou émettent des odeurs pénétrantes sont également interdits.
Le stockage d'une tonne de déchets toxiques coûte environ 260 euros .
Le registre des déchets est conservé sans limitation de délais.
Les déchets de chaque producteur peut être localisé même plusieurs années après le stockage, et on peut savoir précisément quelle matière a été stockée.

## Reprise des déchets
À l'occasion, des déchets peuvent être repris. Ainsi, grâce au cours du cuivre qui est remonté, 
des transformateurs sont repris, les polychlorobiphényle qui les souillent sont éliminés et le cuivre est recyclé ,

## Exploitation
En Allemagne, les Länder sont responsables des déchets.C'est ainsi que les autorités de la Hesse sont compétentes en matière de contrôle.